# Diego Portales
Diego José Pedro Víctor Portales y Palazuelos (16 giugno 1793 – 6 giugno 1837) è stato un imprenditore e politico cileno.
In quanto ministro del presidente José Joaquín Prieto Diego Portales giocò un ruolo cardine nel processo di formazione dello stato e le politiche di governo, stendendo la Costituzione cilena del 1833, alla base dello stato cileno per quasi un secolo. Le influenze di Portales orientarono il paese verso unitarianismo, presidenzialismo e conservatorismo, tutto ciò portò al consolidamento del Cile come repubblica costituzionale ed autoritaria, con democrazia ristretta, tendente ad includere nella gestione dello Stato solo le classi più alte.
Sebbene fosse profondamente impopolare da vivo, il suo omicidio nel 1837 durante un ammutinamento è stato considerato un evento decisivo nello spostare il sostegno dell'opinione pubblica cilena a supportare la causa nazionale nella guerra contro la Confederazione Perù-Bolivia.

## Primi anni

Stemma della famiglia Portales

Diego Portales nacque a Santiago, figlio di María Encarnación Fernández de Palazuelos y Martínez de Aldunate e José Santiago Portales y Larraín, un sovrintendente della zecca. Studiò Colegio de Santiago, e in 1813, seguì lezioni di legge all'Istituto Nazionale. Secondo la consuetudine degli uomini della sua famiglia Portales intraprese l'attività mercantile.
Il 15 agosto 1819 sposò sua cugina, Josefa Portales y Larraín, che gli diede due figlie, entrambe morte entro pochi giorni dalla nascita. Nel 1821 vi fu la morte la moglie, dopo la quale non si risposò, sebbene ebbe una relazione con Constanza Nordenflicht, con cui ebbe tre figli.
Nel luglio del 1821, si dimise dalla Zecca e si mise in affari. Avviò una compagnia commerciale, le Portales, Cea and Co., avente la sede principale a Valparaíso con una filiale a Lima, Peru. Pose un'offerta per ottenere la gestione del monopolio governativo su tabacco, tè e liquori(chiamato estanco), e lo ottenne. In cambio del quale si offrì di estinguere l'intero debito estero del paese. Tuttavia, nell'anarchia imperversante in Cile a quel tempo, non c'era modo di far vigere un monopolio poiché il governo non poteva regolamentare la vendita di tali prodotti, ed alla fine la compagnia finì in bancarotta. Il contratto col governo venne annullato e gli furono dati 87,000 pesos. Da questa disavventura finanziaria sarebbe derivato il nome dei suoi seguaci politici, chiamati estanqueros (monopolisti).

## Carriera politica
Presto si schierò coi conservatori nelle lotte politiche che stavano affliggendo il Cile, spinto anche dalla situazione instabile, che aveva fatto saltare il suo lucroso business. Divenne la guida intellettuale dei conservatori, e si impegnò a riorganizzarne le schiere. Nel 1827 fondò il El Hambriento (L'Affamato), un giornale critico nei confronti dei liberali. Portales fu un autore satirico, scrivendo molti articoli per la sua testata che gli diedero una certa fama, e lastricarono la via per la sua entrata in politica.

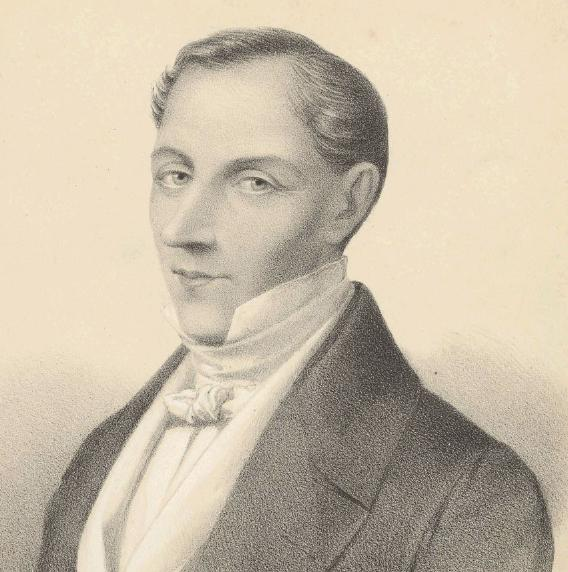
Early print (1854)

Dopo il trionfo dei conservatori nella Guerra civile cilena del 1829-1830, il presidente José Tomás Ovalle lo nominò Ministro dell'interno e delle relazioni estere il 6 aprile 1830, rimanendovi fino al maggio 1831. A tale posizione venne nuovamente nominato dal presidente Fernando Errázuriz Aldunate il 9 luglio 1831, rimanendovi fino al 31 agosto del medesimo anno. L'incarico gli venne assegnato un'ultima volta dal presidente José Joaquín Prieto dal 9 novembre 1835 a gennaio 1837. Qualcosa di simile accadde per la sua nomina a ministro della Guerra e della Marina dal 6 aprile 1830 al maggio 1831; dal 9 luglio 1831 a dicembre 1832 e per l'ultima volta dal 21 settembre 1835 fino al settembre dell'anno successivo.
Sebbene Portales non sia mai stato ufficialmente presidente (rifiutò sempre questa posizione per timore di essere vincolato da promesse di fazione), ebbe pieni poteri con la sua posizione, represse l'anarchia. Istituì una milizia civile (che pose fine ad una delle peggiori stagioni militariste della storia cilena); favorì l'oligarchia di latifondisti, proprietari di concessioni minerarie, e mercanti; e fece del cattolicesimo la religione di Stato. In virtù della sua campagna a favore di ordine, progresso e pace civile, vi fu un periodo di prosperità economica.

## Visione politica
L'ideale politico di Portales si può ben presentare con le sue stesse parole, estratte da una delle sue lettere inviate all'amico Cea, scritte dapprima della sua entrata in politica.
Non ho interesse verso le cose di politica, però da buon cittadino posso commentare con piena libertà ed anche criticare gli atti del governo. La Democrazia, che viene tanto invocata dagli sciocchi, è un'assurdità nei paesi come quelli americani, pieni di vizi e dove c'è carenza di virtù civica, come è necessario per stabilire una vera Repubblica. La Monarchia non è decisamente l'ideale americano: siamo partiti per tornare a una cosa terribile e cosa ci guadagniamo? La Repubblica è il sistema da adottare; ma so come la intendo per questi paesi? Un Governo forte, centralista, i cui uomini sono veri modelli di virtù e di patriottismo, e così indirizzare i cittadini verso il cammino dell'ordine e delle virtù. Quando si avrà moralizzato, ben venga il Governo liberale, libero e pieno di ideali, a cui partecipino tutti i cittadini. Questo è ciò che penso e che ogni uomo dello stesso orientamento penserà.

### Uccisione
Il governo cileno, nel contesto della guerra con la Confederazione Perù-Bolivia, impose la legge marziale e chiese, ottenendoli, poteri legislativi straordinari al Congresso. Agli inizi del 1837 la legge della corte marziale venne approvata e le fu data giurisdizione su tutti i cittadini per il periodo della durata del conflitto. L'opposizione all'amministrazione di José Joaquín Prieto accusò immediatamente Portales di tirannia, ed incominciò una campagna di stampa contro lui stesso e l'impopolare guerra.
L'opposizione pubblica e politica alla guerra contagiò immediatamente l'esercito, ancora fresco delle purghe della guerra civile del 1830. Il 3 giugno 1837, il colonnello José Antonio Vidaurre, comandante del reggimento Maipo, fece Portales prigioniero, mentre questi stava visitando le truppe delle caserme di Quillota. Vidaurre immediatamente procedette ad attaccare Valparaíso, nell'errata convinzione che l'opinione pubblica, oppostasi alla guerra, l'avrebbe sostenuto ed avrebbe rovesciato il governo. L'ammiraglio Manuel Blanco Encalada, incaricato della difesa del sito, lo sconfisse poco al di fuori del porto, nella battaglia di Barón. Il capitano Santiago Florín, incaricato di fare la guardia a Portales, gli sparò quando seppe delle novità, il 6 giugno 1837. La maggior parte dei cospiratori venne successivamente catturata e condannata a morte.

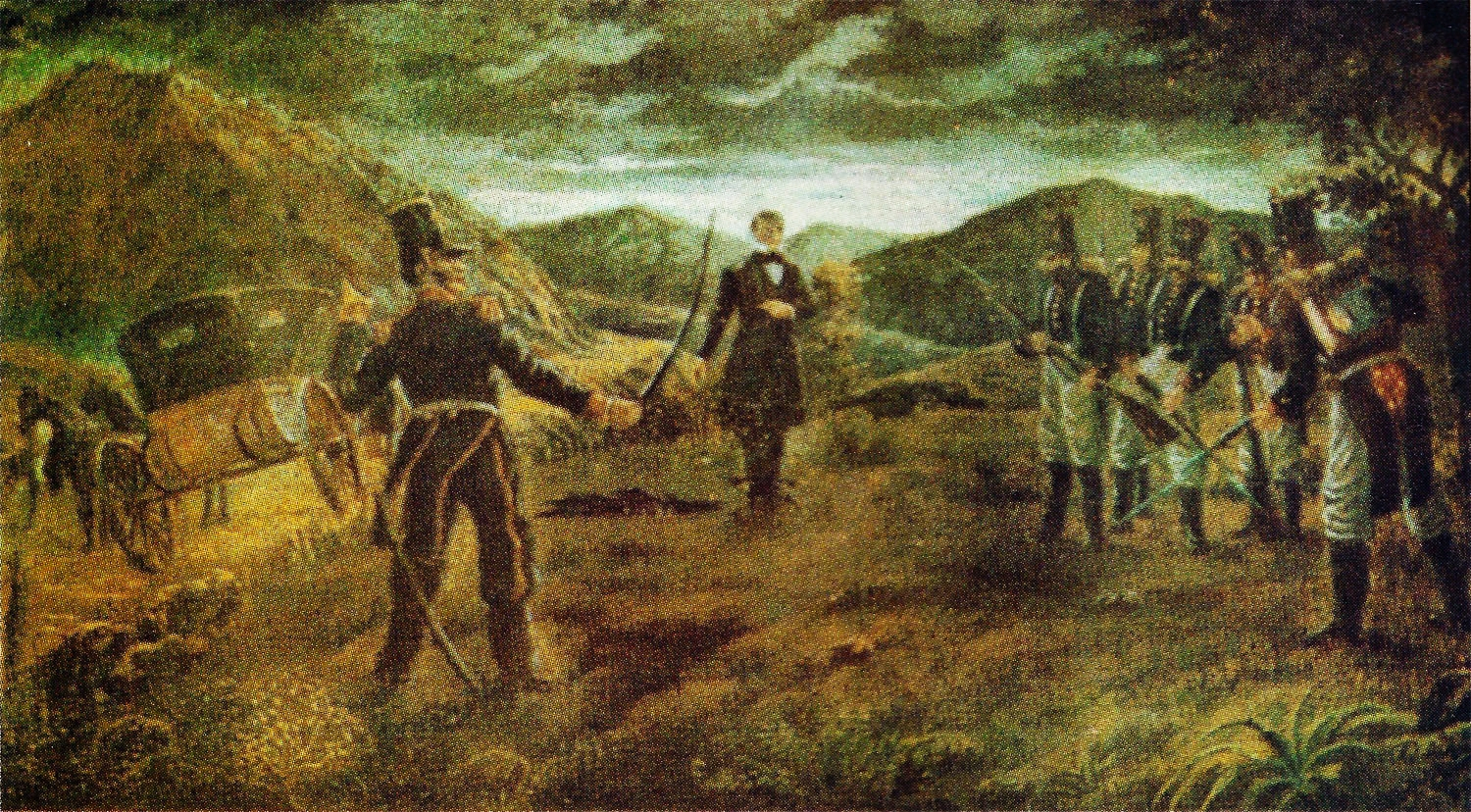
Fucilazione di Portales.

Quest'omicidio cambiò l'orientamento dell'opinione pubblica cilena riguardo alla guerra, che divenne una santa causa, e nei confronti dello stesso Portales, impopolare da vivo e divenuto martire da morto. Il governo prolungò la legge marziale, e godette dell'appoggio del paese, fino alla vittoria.